# Coenostolopsis
Coenostolopsis là một chi bướm đêm thuộc họ Crambidae.